# موش کیسه‌دار فرز
 موش کیسه‌دار فرز (نام علمی: Antechinus agilis) نام یک گونه از سرده موش‌های کیسه‌دار پاپهن است.

## نگارخانه

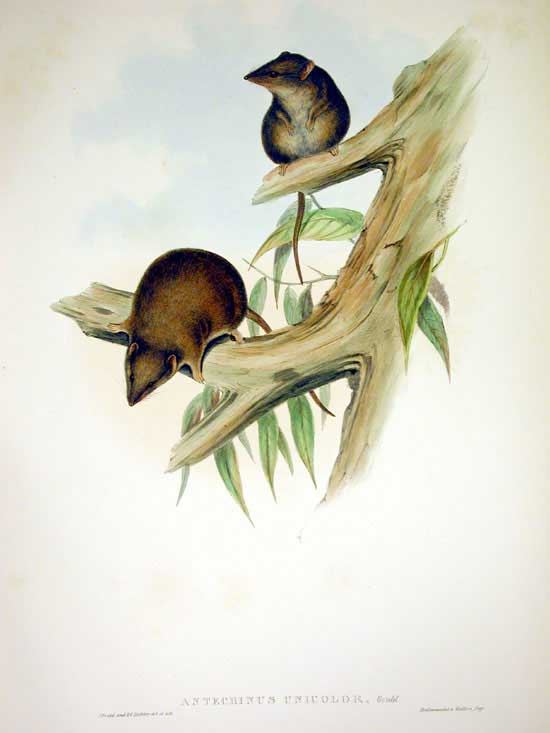
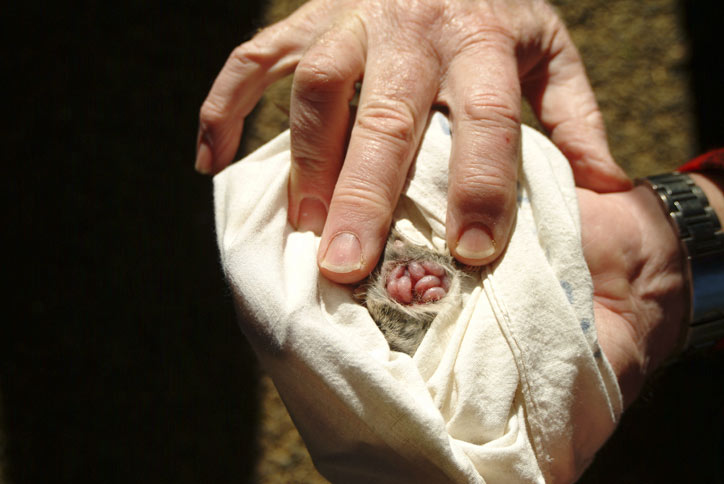